# Барткова Тетяна Олександрівна
Тетяна Олександрівна Барткова (нар. 9 листопада 1972, Рівне) — українська співачка, Заслужена артистка України.

## Біографія
Народилася 9 листопада 1972 року в місті Рівне. Батько, Олександр Маркович, майстер спорту з боротьби, а мама, Тамара Яківна Маслова, входила в п’ятірку найкращих співачок України, блискуча виконавиця народних пісень. Чотирирічною вийшла на сцену з піснею «Зима». З шкільних років почалися тріумфи і перемоги на різних конкурсах з вокалу. В шість років її віддали в музичну школу де вчилася грати на скрипці і фортепіано. Перші гастролі і визначні здобутки сімейного дуету спочатку в Ужгороді, а потім у Москві у виконанні пісень рівненських авторів поета М.Зиткіна і композитора Б.Забути «А над річкою Горинню» та О.Смика і Б.Забути «Яблуневі зливи» принесли успіх. В той час Тетяна навчалася у 5 класі. 
У 1992 році вона закінчила музичне училище, в 1997 році Рівненський Державний інститут культури та мистецтв. Розпочала свою кар’єру на великій сцені актрисою драми Рівненського академічного музично- драматичного театру. Грала роль Панночки в опері Лисенка „Русалчина ніч, або Утоплена”, вокально озвучувала декілька вистав: „Безталанна”, „Сльози Божої Матері”; „Канотьє” та „Ніч перед Різдвом» – соло скрипки. Стає провідною співачкою і першою скрипкою театрального оркестру. Спеціально для Тетяни затвердили особисту концертну програму народних, джазових, популярних і академічних пісень. ЇЇ зараховують солісткою „БІГ-БЕНД ОРКЕСТРУ”, камерного та симфонічного оркестрів, а також запрошують у славетне тріо «Срібна терція» співати та грати на скрипці. З цим колективом вона представляла Україну на міжнародних фестивалях і концертах за кордоном. Рівненські поети та композитори пишуть для Тетяни пісні, а Луцька студія Василя Зінкевича їх записує. Вона приносить радість і насолоду не тільки глядачам, а і коханому Федору, співає вечорами, за фортепіано, сповнює серце і душу дорогої людини. Так на творчому плині і побралися, створили сім’ю і нині виховують донечку Іринку. 
В середині дев’яностих років Тетяні Бартковій запропонували переїхати до Севастополя. Спочатку працювала в Ансамблі пісні і танцю ВМС України, в УКІЦ, в Міському Будинку культури, а з 2002 року дебютує солісткою-вокалісткою 1 категорії Військового оркестру ВМС ЗС України, нині реорганізованого в Центр військово-музичного мистецтва Військово-Морських Сил Збройних Сил України.

## Творчість
Репертуар складається з військово-патріотичнних, класичних, джазових піснень. Здійснює благодійні концерти для ветеранів, виступає у військових частинах та на кораблях ВМС України. Концертні програми міста завжди з її участю. Натхненниця патріотичної пісні параду ветеранів на честь 60-ти річчя Великої Перемоги. 
Учасниця концертів міжнародних  фестивалів у Польщі, Болгарії, Німеччині, Чехії, Туреччини, Нідерландів. Лауреат всеукраїнських телевізійних конкурсів „Сонячні кларнети”, „ Мелодія – 96” та першої премії V Всеукраїнського фестивалю „Просвіти” у 2006 році. 
Представник сценічних майданчиків України у Палаці „Україна” в 2009 році, у Палаці Спорту в 2007 році, в Українському Домі в 2006 році. Її яскрава творчість освітлюються центральним телебаченням та пресою, передачами на радіо, а творчий актив поповнюється біографічним відеофільмом, двома аудіоальбомами та відеокліпами: «На морі в Севастополі», «Победы нашей день», «Тополя-41года», «Мой причал-Балаклава», «Україно моя», «Морська пісня», «Українські вечори», «Зустріч уві сні», «Місячне сяйво», «В дозорі».
Тетяну Барткову неодноразово визнавали Співачкою Року в Криму і Севастополі.
Вона найчарівніша жінка серед флотських красунь України за результатами опитувань кримських газет. Відома письменниця Тамара Дяченко-Гордієнко на сторінках газети „Флот України” посвятила творчості співачки свою статтю під назвою „Несу мистецтво людям”, а український письменник, заслужений діяч мистецтв України Володимир Проценко посвятив їй статтю "Світло добра і любові" у книзі "В України жіноче обличчя". Тетяна Барткова достойно представляє Україну на світовому музичному ринку – її майстерності аплодували на сценах Болгарії, Голландії, Італії, Румунії, Польщі, Туреччини, Чехії і Німеччини. Вона співає українською, російською, італійською, англійською мовами.

## Відеокліпи
«На морі в Севастополі», 
«Победы нашей день», 
«Тополя-41года», 
Мой причал-Балаклава», 
«Україно моя», «Морська пісня», 
«Українські вечори», 
«Зустріч уві сні», 
«Місячне сяйво», 
«В дозорі».

## Титули та нагороди
У грудні 2007 р., за великий внесок у розвиток українського мистецтва і за активну культурно-творчу діяльність Тетяні Бартковій присвоєно звання заслуженої артистки України.  В її активі ще шість заслужених нагород: медаль «15 років Збройним Силам України», відзнака «Хрест Заслуги», почесний знак «За заслуги перед Військово Морськими Силами України», медаль «20 років Спілці офіцерів України», почесний знак «За самовіддану працю у Збройних Силах України», медаль «Будівничий України».

## аудіозаписи і відеокліпи
- http://wikibit.net/mp3/Татьяна-Барткова
- http://muzofon.com/search/Татьяна%20Барткова [Архівовано 21 вересня 2015 у Wayback Machine.]
- http://www.dailymotion.com/video/xr79bs_бенефіс-барткової_news [Архівовано 4 березня 2016 у Wayback Machine.]